# ديفيد مورغان (مخترع)
ديفيد مورغان (بالإنجليزية: David Morgan)‏ هو مخترِع بريطاني، ولد في سبتمبر 1942.